# Cyril Cusack
Cyril Cusack, född 26 november 1910 i Durban, Natal, Sydafrika, död 7 oktober 1993 i London, England, var en irländsk skådespelare.
Cusack växte upp på Irland och gjorde sitt första scenframträdande som sjuåring. Efter avslutade studier vid University College i Dublin gick han in vid Abbey Players 1932. Han medverkade i ett flertal teateruppsättning i Irland, Storbritannien och USA innan han började filma regelbundet i mitten på 1940-talet.

## Filmografi (urval)
- 1947 – En natt att leva
- 1956 – Fången i San Jorge
- 1956 – Mannen som inte fanns
- 1957 – Generalen kidnappad
- 1959 – De sammansvurna
- 1965 – Agent K med pass till evigheten
- 1965 – Spionen som kom in från kylan
- 1966 – Fahrenheit 451
- 1972 – La polizia ringrazia
- 1972 – Maffian ger order
- 1973 – Schakalen
- 1977 – Jesus från Nasaret (TV-serie)
- 1983 – Ett expertvittnes död (TV-serie)
- 1984 – 1984
- 1989 – Min vänstra fot